# Actinote
Actinote is een geslacht van vlinders uit de onderfamilie van de Heliconiinae van de familie van de Nymphalidae. De soorten in dit geslacht komen uitsluitend voor in het Neotropisch gebied.

## Soorten
- Actinote abana (Hewitson, 1868)
- Actinote alalia (C. & R. Felder, 1860)
- Actinote alberti Neild & Romero, 2008
- Actinote alcione (Hewitson, 1852)
- Actinote anaxo (Hopffer, 1874)
- Actinote anteas (Doubleday, 1847)
- Actinote ballettae Neild & Romero, 2008
- Actinote bonita Penz, 1996
- Actinote brylla Oberthür, 1917
- Actinote callianthe (C. & R. Felder, 1862)
- Actinote canutia (Hopffer, 1874)
- Actinote catarina Penz, 1996
- Actinote cedestis Jordan, 1913
- Actinote conspicua Jordan, 1913
- Actinote dalmeidai Francini, 1996
- Actinote dicaeus (Latreille, 1817)
- Actinote discrepans d'Almeida, 1958
- Actinote eberti Francini, Freitas & Penz, 2004
- Actinote eresia (C. & R. Felder, 1862)
- Actinote erinome (C. & R. Felder, 1861)
- Actinote euryleuca Jordan, 1910
- Actinote furtadoi Paluch, Casagrande & Mielke, 2006
- Actinote genitrix d'Almeida, 1922
- Actinote griseata Butler, 1873
- Actinote guatemalena (Bates, 1864)
- Actinote hilaris Jordan, 1910
- Actinote hylonome (Doubleday, 1844)
- Actinote intensa (Jordan, 1910)
- Actinote johncoulsoni Willmott, Lamas & Hall, 2017
- Actinote kennethi Freitas, Willmott & Hall, 2009
- Actinote lapitha (Staudinger, 1885)
- Actinote latior Jordan, 1913
- Actinote mamita (Burmeister, 1861)
- Actinote mantiqueira  Freitas et al., 2018
- Actinote melampeplos Godman & Salvin, 1881
- Actinote melanisans Oberthür, 1917
- Actinote mielkei Paluch & Casagrande, 2006
- Actinote mirnae Paluch & Casagrande, 2006
- Actinote momina Jordan, 1910
- Actinote morio Oberthür, 1917
- Actinote negra (C. & R. Felder, 1862)
- Actinote neleus (Latreille, 1813)
- Actinote ozomene (Godart, 1819)
- Actinote pallescens Jordan, 1913
- Actinote parapheles Jordan, 1913
- Actinote pellenea (Hübner, 1820)
- Actinote perisa Jordan, 1913
- Actinote pratensis Francini, Freitas & Penz, 2004
- Actinote pyrrha (Fabricius, 1775)
- Actinote quadra (Schaus, 1902)
- Actinote rhodope d'Almeida, 1923
- Actinote romeroi Neil & Costa, 2008
- Actinote rubrocellulata Hayward, 1960
- Actinote rufina Oberthür, 1917
- Actinote stratonice (Latreille, 1813)
- Actinote surima (Schaus, 1902)
- Actinote tenebrosa (Hewitson, 1868)
- Actinote thalia (Linnaeus, 1758)
- Actinote trinacria (C. & R. Felder, 1862)
- Actinote zikani d'Almeida, 1951

### Namen met onduidelijke status
- Actinote adriana
- Actinote auloeda
- Actinote binghamae
- Actinote brauronia
- Actinote brettia
- Actinote brychia
- Actinote bryella
- Actinote bubona
- Actinote byssa
- Actinote byzas
- Actinote carmentis
- Actinote culoti
- Actinote distincta
- Actinote elena
- Actinote erebia
- Actinote incarum
- Actinote jordani
- Actinote lacrymosa
- Actinote laeta
- Actinote lolia
- Actinote lorida
- Actinote mathani
- Actinote melini
- Actinote menoetes
- Actinote moyobambae
- Actinote mucia
- Actinote notabilis
- Actinote ozinta
- Actinote subdemonica
- Actinote tenebrarum
- Actinote travassosi
- Actinote carycina Jordan, 1913
- Actinote desmiala Jordan, 1913
- Actinote jucunda (Jordan, 1910)
- Actinote laverna (Doubleday, 1847)
- Actinote leontine (Weymer, 1890)
- Actinote leucomelas (Bates, 1864)
- Actinote naura (Druce, 1875)
- Actinote peleus (Latreille, 1811)
- Actinote radiata (Hewitson, 1868)
- Actinote segesta (Weymer, 1890)
- Actinote servona Godart, 1819
- Actinote terpsinoe (C. & R. Felder, 1862)
- Actinote violae (Fabricius, 1793)